# José Vicente Zapata
José Vicente Zapata (Mendoza, 1851 - Buenos Aires, 1897) fue un abogado y político argentino. Ejerció como ministro del Interior durante la presidencia de Carlos Pellegrini y de Justicia e Instrucción Pública durante la presidencia de Luis Sáenz Peña.

## Biografía
Interesado en la política desde su juventud, fue ministro de gobierno en su provincia natal, durante el gobierno de Joaquín Villanueva. En 1877 fue nombrado presidente del Superior Tribunal de Justicia de su provincia.
Al año siguiente fue elegido diputado nacional, y participó activamente en pro de la Federalización de Buenos Aires. Regresó a Mendoza en 1881, siendo nuevamente ministro de gobierno durante el mandato de José Miguel Segura.
Fue elegido senador nacional en 1883, cargo que ocupó hasta el año 1891, en que el presidente Carlos Pellegrini lo nombró su ministro del Interior. Durante su gestión terminó con las secuelas de la Revolución del Parque ocurrida el año anterior, y participó en la recuperación de gran cantidad de terrenos que habían sido vendidas en condiciones leoninas por funcionarios del expresidente Miguel Juárez Celman. También fue creador de la Dirección de Ferrocarriles Nacionales, reuniendo en una sola repatición pública una serie de empresas públicas inconexas.
Fue interventor federal en la Provincia de Santa Fe, ejerciendo ese cargo desde octubre de 1893, tras el derrocamiento del también interventor Baldomero Llerena, hasta el 18 de febrero del año siguiente, en que entregó el gobierno al electo Luciano Leiva.
Poco después, en abril de 1894, el presidente Luis Sáenz Peña lo convocó nuevamente al gabinete ministerial, para ejercer como ministro de Justicia e Instrucción Pública.
Abandonó toda actividad pública al producirse la renuncia de Sáenz Peña, en enero de 1895. Padecía de una grave enfermedad crónica, por la cual falleció en la capital del país en 1897.